# Pete Rock

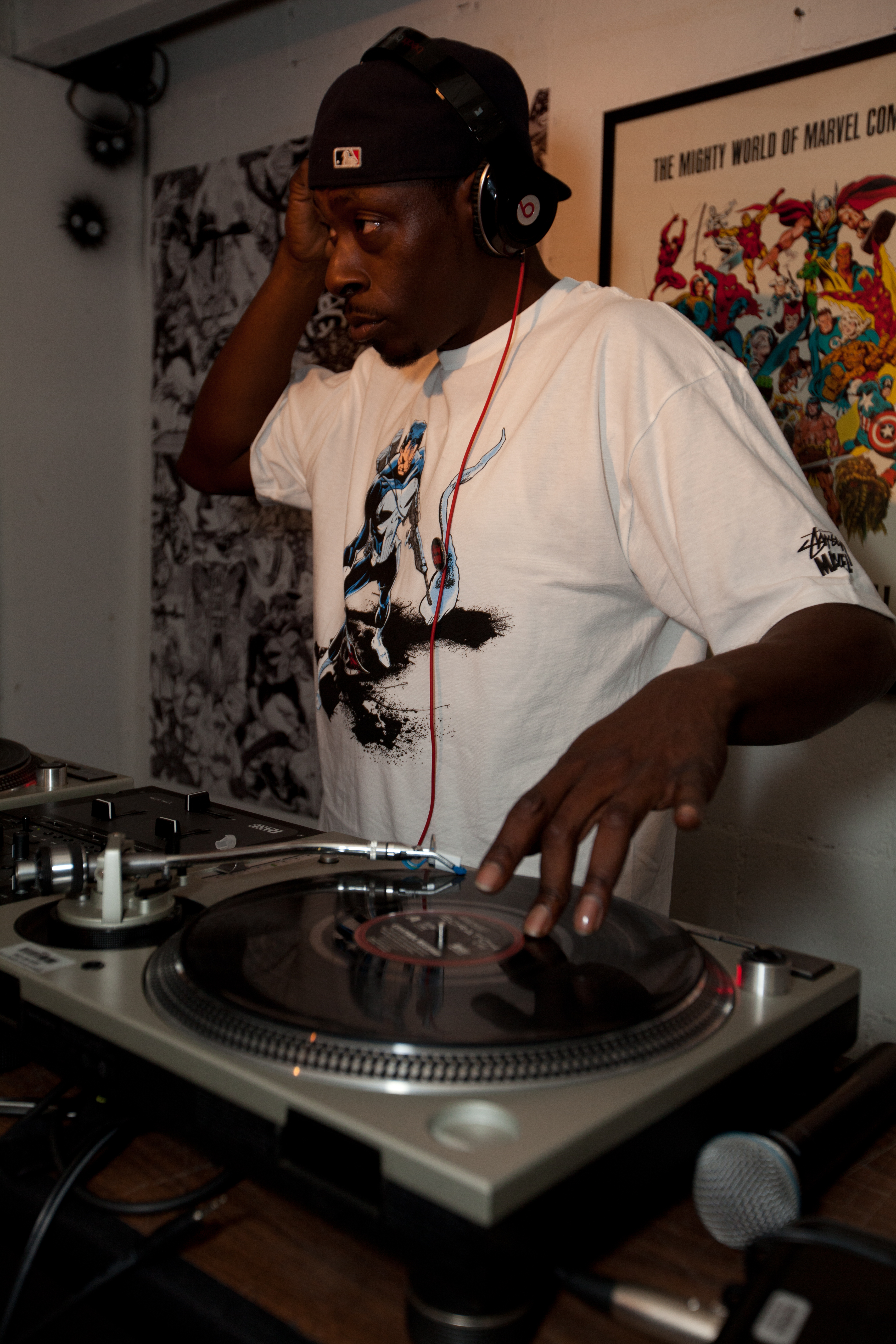
Pete Rock (2011)

Pete Rock (* 21. Juni 1970 in Mount Vernon, New York; bürgerlich Peter Phillips) ist ein US-amerikanischer DJ, Produzent und Rapper.

## Leben
Erstmals in den Fokus der Hip-Hop-Gemeinde geriet er in den späten 1980ern als DJ in Marley Marls Radioshow In Control With Marley Marl auf dem New Yorker Sender WBLS. 1991 begann er zusammen mit seinem Partner CL Smooth als Pete Rock & CL Smooth Musik aufzunehmen. Er gehört seitdem zu den gefragtesten Produzenten des Genres und hatte maßgeblichen Einfluss auf den Eastcoast-Hip-Hop Mitte der 1990er.
Es dauerte mehr als vier Jahre, bevor er sich 1998 mit seinem Solodebüt Soul Survivor bei der Hip-Hop-Hörerschaft zurückmeldete. Seitdem hat er 2001 ein Instrumentalalbum PeteStrumentals sowie 2004 den Nachfolger zu seinem Debüt, Soul Survivor II, herausgebracht.
Pete Rocks Album NY's Finest enthält unter anderem Lieder mit Little Brother, Redman, Slum Village, Raekwon, The Lox und Papoose.
2011 veröffentlichte Pete Rock mit Smif-N-Wessun das Album Monumental. Die Fortsetzung des Instrumentalalbums PeteStrumentals, auf dem unter anderem ein Track in Gedenken an J Dilla zu finden ist, erschien 2015.

## Diskografie
- 1991: Pete Rock & CL Smooth – All Souled Out
- 1992: Pete Rock & CL Smooth – Mecca and the Soul Brother
- 1994: Pete Rock & CL Smooth – The Main Ingredient
- 1998: Pete Rock – Soul Survivor (Loud Records)
- 2001: Pete Rock – PeteStrumentals (BBE)
- 2003: Pete Rock / InI / Deda – Lost & Found – Hip Hop Underground Soul Classics (Rapster Records)
- 2004: Pete Rock – Soul Survivor II (Rapster Records)
- 2004: Edo G featuring Pete Rock – My Own Worst Enemy (Fat Beats)
- 2005: Pete Rock – The Surviving Elements: From Soul Survivor II Sessions (Rapster Records)
- 2008: Pete Rock – NY’s Finest (Nature Sounds)
- 2011: Pete Rock / Smif-N-Wessun – Monumental (Duck Down)
- 2015: Pete Rock – PeteStrumentals 2 (Mello Music Group)
- 2016: Pete Rock / Smoke DZA – Don’t Smoke Rock (Babygrande/Sony)
- 2017: Pete Rock / INI – Lost Sessions (Vinyl Digital)
- 2019: Pete Rock – Return of the SP1200 (Marek Stycos Aka Audio Alchemist Hitar Studio)
- 2024: Common & Pete Rock – The Auditorium, Vol. 1